# Rhodospatha katipas
Rhodospatha katipas — вид квіткових рослин із родини кліщинцевих (Araceae), роду Rhaphidophora. Це ліана, рідним ареалом якої є пн. Перу.